# Alison Moyet
Alison Moyet née Geneviève Alison Jane Moyet, le 18 juin 1961 à Billericay dans l'Essex en Angleterre, est une auteure-compositrice-interprète britannico-française.
Remarquée pour sa voix de contralto, elle se fait connaître dans les années 1980 avec le duo synthpop Yazoo, aux côtés de Vince Clarke, et ses succès internationaux Only You, Don't Go et Nobody's Diary. Elle poursuit une carrière solo depuis 1984, explorant les genres musicaux new wave, pop rock, soul et jazz.
Alison Moyet a vendu 23 millions d'albums dans le monde. Elle conserve un public fidèle au Royaume-Uni, où les dix albums et trois compilations de sa carrière se sont tous classés au moins dans le top 30 du UK Albums Chart. En outre, elle est lauréate de trois Brit Awards (deux en solo et un avec Yazoo).  

## Biographie

### Enfance et scolarité
Geneviève Alison Jane Moyet est née le 18 juin 1961 dans l'Essex d'un père français, Michel Moyet, et d'une mère britannique, Dorothy,,. Elle grandit à Basildon où elle est scolarisée à la Markhams Chase Junior School puis la Nicholas Comprehensive School.

### Premiers groupes et Yazoo
En 1978, elle forme un groupe de punk rock, The Vandals, dans lequel elle chante sous le nom de Alf. Elle écrit les textes des chansons qu'elle compose avec le guitariste, Rob Allen. Après la séparation, elle chante dans d'autres groupes, The Vicars et The Screaming Ad-Dab's, avant d'être recrutée fin 1981 par Vince Clarke, qui vient de quitter Depeche Mode, pour former Yazoo. La carrière du duo synthpop est éphémère (ils se séparent en 1983) mais couronnée de succès. Les synthétiseurs et la boîte à rythmes de Vince Clarke et la puissante voix soul/blues d'Alison Moyet séduisent le public et les critiques. Les deux albums, Upstairs at Eric's et You and Me Both, et les quatre singles, Only You (avec en face B Situation), Don't Go, The Other Side of Love et Nobody's Diary, ont les honneurs des hit parades dans nombre de pays. De plus, le duo remporte le Brit Award de la révélation britannique en 1983.

### Début de la carrière solo
Après la séparation de Yazoo, tandis que Vince Clarke fonde The Assembly puis Erasure, Alison Moyet entame une carrière en solitaire. Elle sort en novembre 1984 l'album Alf, dont le titre fait référence à son surnom. Il rencontre un succès international et se classe numéro 1 au Royaume-Uni et en Nouvelle-Zélande,. Il est certifié quadruple disque de platine par la British Phonographic Industry. Les singles qui en sont extraits, Love Resurrection, All Cried Out et Invisible sont des tubes au Royaume-Uni, dans plusieurs pays européens, en Australie et en Nouvelle-Zélande, tandis que le succès est moindre aux États-Unis. En 1985, Alison Moyet tourne avec une formation de jazz menée par John Altman et enregistre une version de That Ole Devil Called Love, interprétée à l'origine par Billie Holiday. Le single grimpe jusqu'à le 2e place du hit parade britannique, et arrive au sommet en Nouvelle-Zélande,.
Elle participe au Live Aid et remporte le Brit Award de la meilleure artiste solo féminine britannique.
En 1986, le simple Is This Love? est un succès majeur pour la chanteuse dans son pays d'origine (3e des ventes) mais également en dehors. Il annonce le deuxième album solo, Raindancing, commercialisé en avril 1987. 2e du classement des ventes au Royaume-Uni, il est numéro 1 en Nouvelle-Zélande et en Norvège et donne deux nouveaux tubes, Weak in the Presence of Beauty et Love Letters.
Lors des Brit Awards 1988, Alison Moyet est sacrée meilleure artiste solo féminine britannique.

### Litige avec le label discographique
La chanteuse prend le temps de peaufiner son prochain album qu'elle veut plus ambitieux artistiquement et moins commercial. Hoodoo, c'est son titre, est dans les bacs en août 1991. S'il vaut à Alison Moyet une nomination pour le Grammy Award de la meilleure chanteuse rock grâce au titre It Won't Be Long qui en est extrait, il se vend moins bien que les précédents, même s'il obtient une très correcte 11e place au hit parade britannique, et il ne donne pas de tubes, au grand dam de la maison de disques, Columbia Records.
Les relations avec le label discographique ne vont pas s'arranger. En effet ce dernier peu satisfait des chansons de l'album suivant refuse de le sortir, et pousse Alison Moyet à le réenregistrer avec le producteur Ian Broudie pour lui donner un son plus accessible et commercial. La chanteuse est contrainte d'accepter si elle veut que l'album sorte. Baptisé Essex en référence à la région natale d'Alison Moyet, il sort en mars 1994. Et c'est une déception commerciale. Au Royaume-Uni, il ne dépasse pas la 24e place.
La compilation Singles, sortie en 1995, se classe quant à elle numéro 1 du hit parade britannique.

### Liberté artistique
En 2001, Alison Moyet fait partie de la distribution de la comédie musicale Chicago, dans le rôle de Mama Morton, jouée sur la scène de l'Adelphi Theatre à Londres.
Il faut attendre 2002, le temps qu'Alison Moyet règle son litige avec sa maison de disques et soit libérée de son contrat, pour voir un nouvel album. Désormais chez Sanctuary Records, elle peut laisser libre court à sa créativité artistique avec son cinquième opus, Hometime. Certifié disque d'or au Royaume-Uni, il vaut une nomination aux Brit Awards 2003 à son interprète dans la catégorie meilleure artiste solo féminine britannique,.
Voice qui sort en septembre 2004, est un album de reprises où sont revisités des standards de jazz, des airs d'opéra ou encore la Chanson des vieux amants de Jacques Brel. Il trouve son public en Grande Bretagne avec une 7e place au hit parade national et une certification disque d'or,.
En 2006, Alison Moyet monte sur les planches du Lyric Theatre à Londres, aux côtés de Dawn French, pour une pièce de théâtre, Smaller, pour laquelle elle a écrit trois chansons que l'on retrouve sur son septième album The Turn qui paraît en octobre 2007 avec une honorable 21e place dans les charts,,.

### Reformation de Yazoo

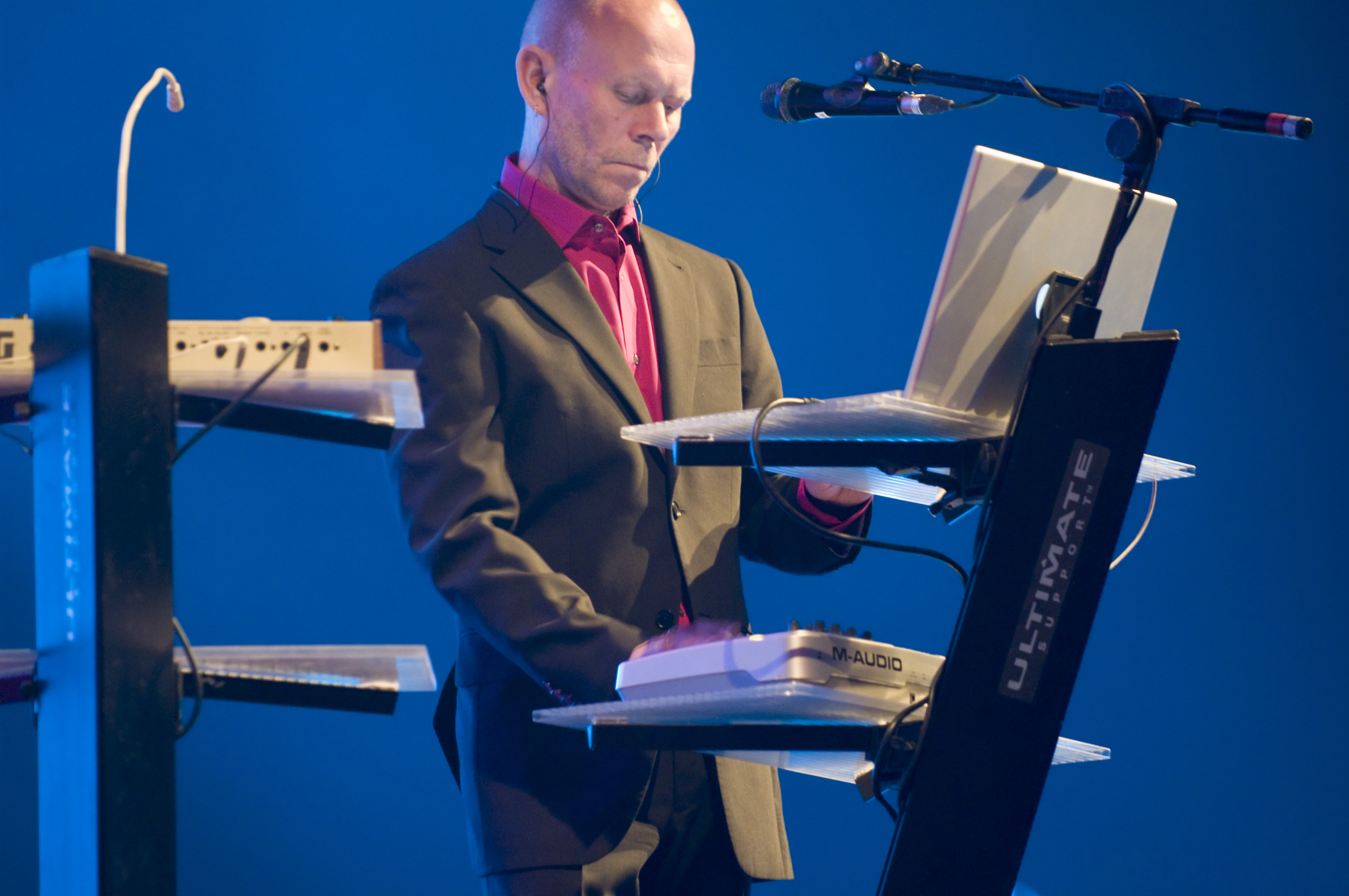
Vince Clarke en concert avec Yazoo à Barcelone le 21 juin 2008.

Vingt-cinq ans après la séparation de Yazoo, Alison Moyet retrouve Vince Clarke le temps d'une tournée nommée Yazoo Reconnected: Live afin de promouvoir la sortie d'un coffret du duo intitulé In Your Room. Cette tournée comportant 27 dates donne lieu à un double album live, Reconnected: Live en septembre 2010.

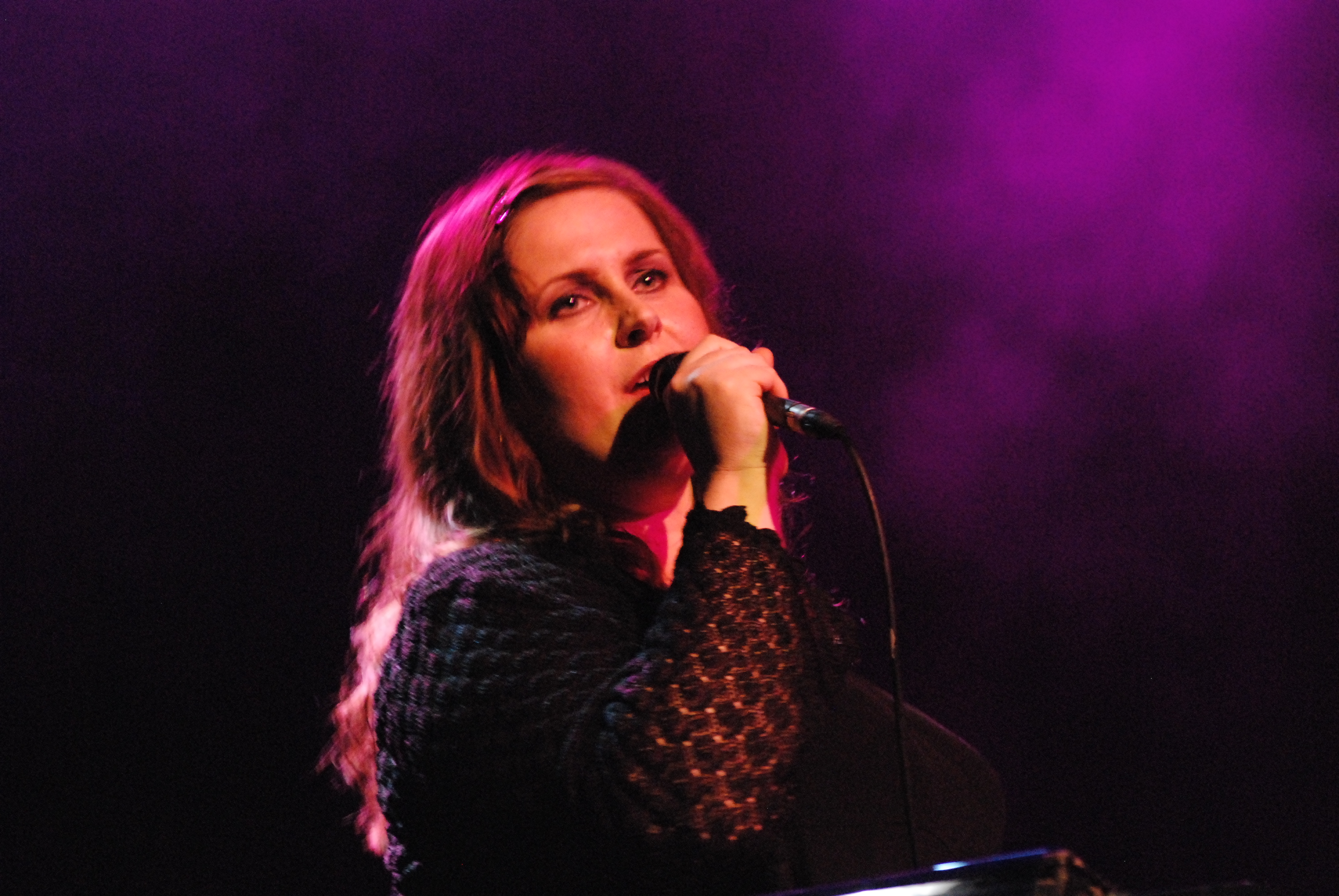
Alison Moyet, Dublin 2008

### Poursuite de la carrière solo, tournées mondiales
Alison Moyet est de retour en solo en mai 2013 avec The Minutes, album publié par le label Cooking Vinyl qui plaît beaucoup aux critiques et au public britanniques(5e au UK Albums Chart, le meilleur classement de la chanteuse depuis Raindancing en 1987).
Il est suivi par l'album live Minutes and Seconds: Live en novembre 2014.
Un autre enregistrement en public voit le jour en 2015 sous la forme d'un EP numérique, Live for Burberry, témoignage du concert donné par la chanteuse lors de la Fashion Week de Londres cette même année.
Orienté electropop, le neuvième album studio, Other, sorti en juin 2017, enchante la critique et se place 12e des ventes d'albums britanniques,. Alison Moyet entreprend une tournée mondiale de 59 dates, il en résulte un album live, The Other Live Collection, dévoilé en avril 2018.
Avec son dixième album studio intitulé Key, sorti le 4 octobre 2024, Alison Moyet propose de nouvelles versions de 16 chansons de son répertoire plus 2 inédites, Such Small Ale et The Impervious Me, pour célébrer les 40 ans de sa carrière en solo. Il fait son entrée à la 8e place du classement des ventes. Une tournée mondiale suivra à partir de février 2025.

## Inspirations musicales
Les chanteuses qui inspirent Alison Moyet vont de Melanie Safka à Janis Joplin en passant par Kate Bush.

## Vie privée
Alison Moyet est mère de trois enfants, : elle a un fils, Joe, avec son premier mari, Malcolm Lee, dont elle a divorcé. Elle partage ensuite la vie de Kim McCarthy et donne naissance à une fille, Alex. Elle est mariée à David Ballard avec qui elle a eu une fille, Caitlin.  
Elle a dû surmonter des problèmes de prise et de perte de poids, combattre la dépression et l'agoraphobie,.
Elle est nommée membre de l'Empire britannique (MBE) en 2021,.

## Ventes d'albums
Alison Moyet a vendu plus de 23 millions d'albums dans le monde.

## Discographie

### Albums studio
| Année | Album       | Classement GB | Classement US | Certifications                       |
| ----- | ----------- | ------------- | ------------- | ------------------------------------ |
| 1984  | Alf         | 1             | 45            | Platine · Or · Platine · 4 × Platine |
| 1987  | Raindancing | 2             | 94            | Or · Platine · Or · 2 × Platine      |
| 1991  | Hoodoo      | 11            | -             | Argent                               |
| 1994  | Essex       | 24            | 194           |                                      |
| 2002  | Hometime    | 18            | -             | Or                                   |
| 2004  | Voice       | 7             | -             | Or                                   |
| 2007  | The Turn    | 21            | -             |                                      |
| 2013  | The Minutes | 5             | -             |                                      |
| 2017  | Other       | 12            | -             |                                      |
| 2024  | Key         | 8             |               |                                      |

### Albums live
| Année | Album                      |
| ----- | -------------------------- |
| 2014  | Minutes and Seconds - Live |
| 2018  | The Other Live Collection  |

### Compilations
| Année | Album                                        | Classement GB | Certifications   |
| ----- | -------------------------------------------- | ------------- | ---------------- |
| 1995  | Singles                                      | 1             | Or · 2 × Platine |
| 2001  | The Essential                                | 16            | Or               |
| 2009  | The Best of Alison Moyet: 25 Years Revisited | 17            | Or               |

### Singles
| Année | Titre                               | Classement GB | Classement US | Album       |
| ----- | ----------------------------------- | ------------- | ------------- | ----------- |
| 1984  | Love Resurrection                   | 10            | 82            | Alf         |
| 1984  | All Cried Out                       | 8             | -             | Alf         |
| 1984  | Invisible                           | 21            | 31            | Alf         |
| 1985  | That Ole Devil Called Love          | 2             | -             | -           |
| 1985  | For You Only                        | -             | -             | Alf         |
| 1986  | Is This Love?                       | 3             | -             | Raindancing |
| 1987  | Weak in the Presence of Beauty      | 6             | -             | Raindancing |
| 1987  | Ordinary Girl                       | 43            | -             | Raindancing |
| 1987  | Sleep Like Breathing                | 80            | -             | Raindancing |
| 1987  | Love Letters                        | 4             | -             | -           |
| 1991  | It Won't Be Long                    | 50            | -             | Hoodoo      |
| 1991  | Wishing You Were Here               | 72            | -             | Hoodoo      |
| 1991  | This House                          | 40            | -             | Hoodoo      |
| 1991  | Hoodoo                              | -             | -             | Hoodoo      |
| 1993  | Falling                             | 42            | -             | Essex       |
| 1994  | Whispering Your Name                | 18            | -             | Essex       |
| 1994  | Getting into Something              | 51            | -             | Essex       |
| 1994  | Ode to Boy                          | 59            | -             | Essex       |
| 1995  | The First Time Ever I Saw Your Face | -             | -             | Singles     |
| 1995  | Solid Wood                          | 44            | -             | Singles     |
| 2002  | Should I Feel That It's Over        | -             | -             | Hometime    |
| 2002  | Do You Ever Wonder                  | -             | -             | Hometime    |
| 2003  | More                                | -             | -             | Hometime    |
| 2004  | Almost Blue / Alfie                 | 99            | -             | Voice       |
| 2007  | One More Time                       | -             | -             | The Turn    |
| 2007  | A Guy Like You                      | -             | -             | The Turn    |
| 2013  | When I Was Your Girl                | -             | -             | The Minutes |
| 2013  | Love Reign Supreme                  | -             | -             | The Minutes |
| 2013  | Changeling                          | -             | -             | The Minutes |
| 2017  | Reassuring Pinches                  | -             | -             | Other       |
| 2017  | The Rarest Birds                    | -             | -             | Other       |
| 2024  | Such Small Ale                      | -             | -             | Key         |

## Distinctions

### Récompenses
- Brit Awards 1983 : Révélation britannique (avec Yazoo)[6]
- Brit Awards 1985 : Meilleure artiste solo féminine britannique[11]
- Goldene Europa 1985 : Meilleur artiste international
- Brit Awards 1988 : Meilleure artiste solo féminine britannique[13]
- Silver Clef Awards 2013 : Icon Award
- The Ivors Academy Awards 2014 : Gold Badge[45]
- Classic Pop Reader's Awards 2018 : Artiste solo de l'année

### Nominations
- Brit Awards 1983 : Meilleur groupe britannique (avec Yazoo)[6]
- Brit Awards 1984 : Meilleure artiste solo féminine britannique[46]
- Brit Awards 1986 : Meilleure artiste solo féminine britannique[47]
- Grammy Awards 1993 : Meilleure chanteuse rock[14]
- Brit Awards 2003 : Meilleure artiste solo féminine britannique[48]
- Virgin Media Music Awards 2004 : Meilleur comeback